# Калашникова, Ольга Михайловна
Ольга Михайловна Калашникова, в замужестве Ключарёва (1805/1806, село Петровское, Псковская губерния — после 1840 года) — крепостная крестьянка, принадлежавшая семье Ганнибалов, дочь управляющего имениями Михайловское и Болдино Михаила Калашникова. Любовница Александра Сергеевича Пушкина, мать его сына Павла, умершего во младенчестве. Связь Пушкина с Ольгой Калашниковой началась, вероятно, в ноябре — декабре 1824 года (когда из Михайловского уехали и его родители, и брат с сестрой) и продолжалась около полутора лет. В замужестве — дворянка, супруга титулярного советника Павла Степановича Ключарёва. Документы, касающиеся Ольги Калашниковой, обнаружил и ввёл в научный оборот пушкинист П. Е. Щёголев.

## Биография

### Происхождение и детство

Дом Ганнибалов в Петровском

Ольга Калашникова родилась, предположительно, в первых числах июля 1805 года в имении Петра Абрамовича Ганнибала Петровское. При крещении была названа в честь святой княгини Ольги, память которой Русская православная церковь чтит 11 июля по юлианскому календарю.
Её отец, крепостной крестьянин Михайла Иванов Калашников, родился в 1774—1775 или 1771—1772 годах. Его родители, Иван Абрамов и Параскева Сергеева, вместе со своими детьми (Захаром, Анной, Дарьей, Авдотьей и Михайлой) числились дворовыми людьми Абрама Петровича Ганнибала (1696—1781) и были приписаны к его имениям в Софийском уезде Санкт-Петербургской губернии. После смерти Абрама Ганнибала в 1781 году и раздела его имущества между наследниками семья Ивана Абрамова была переведена на жительство в основанное Осипом Абрамовичем Ганнибалом имение Михайловское Опочецкого уезда Псковской губернии. На новом месте Иван Абрамов с 1782 года, с перерывами, служил старостой (приказчиком).

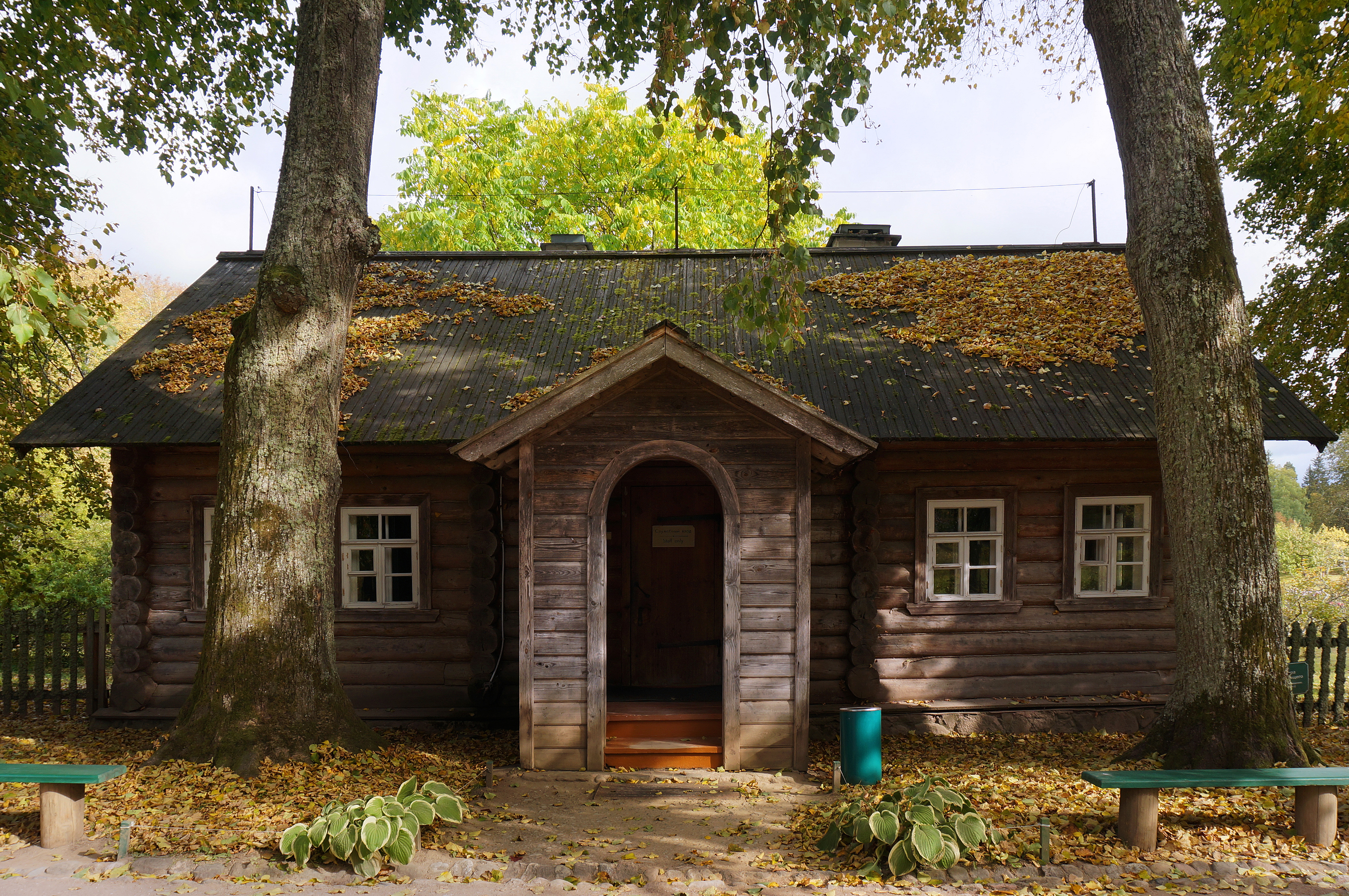
Дом управляющего в Михайловском. Воссоздан в середине XX века

В середине 1790-х годов Михайла Иванов женился на Вассе (или Василисе) Лазаревой — дочери отставного сержанта Лазаря Космина и Агриппины Алексеевой. Невеста родилась в 1777 или в 1778 году и была младше своего супруга на три или четыре года. В семье родилось восемь детей, из которых двое — Александр и Мария — умерли рано, а остальные шестеро (Фёдор, Василий, Ольга, Иван, Пётр и Гаврила) достигли взрослого возраста.
В середине 1800-х годов семья Калашниковых на время переехала из Михайловского — их имена пропали из «списков дворовых». По мнению журналиста Н. С. Новикова, семью перевели в недавно купленное подмосковное имение Марии Алексеевны Ганнибал Захарово. Историк М. Д. Филин считает, что Калашниковы были переведены в соседнее с Михайловским имение Петровское, принадлежавшее Петру Абрамовичу Ганнибалу — брату Осипа Абрамовича. В пользу этой версии свидетельствует отсутствие упоминания кого-либо из Калашниковых в исповедной росписи Преображенской церкви села Вязёмы за 1806 год, где перечислены «вотчины полковницы Марьи Алексеевны Ганнибаловой сельца Захарова крестьяне». Кроме того, в подтверждение этой гипотезы свидетельствует П. В. Анненков, лично общавшийся с Михайлой Ивановым Калашниковым в 1850-х годах. Он записал воспоминания уже пожилого отца Ольги Калашниковой о его службе в Петровском у П. А. Ганнибала. Со слов Калашникова Анненков сообщает, что тот молодым служил у Ганнибала, который «занимался на покое перегоном водок и настоек», помогал последнему в этом, а сверх того, был обучен «каким-то немцем» играть на гуслях.

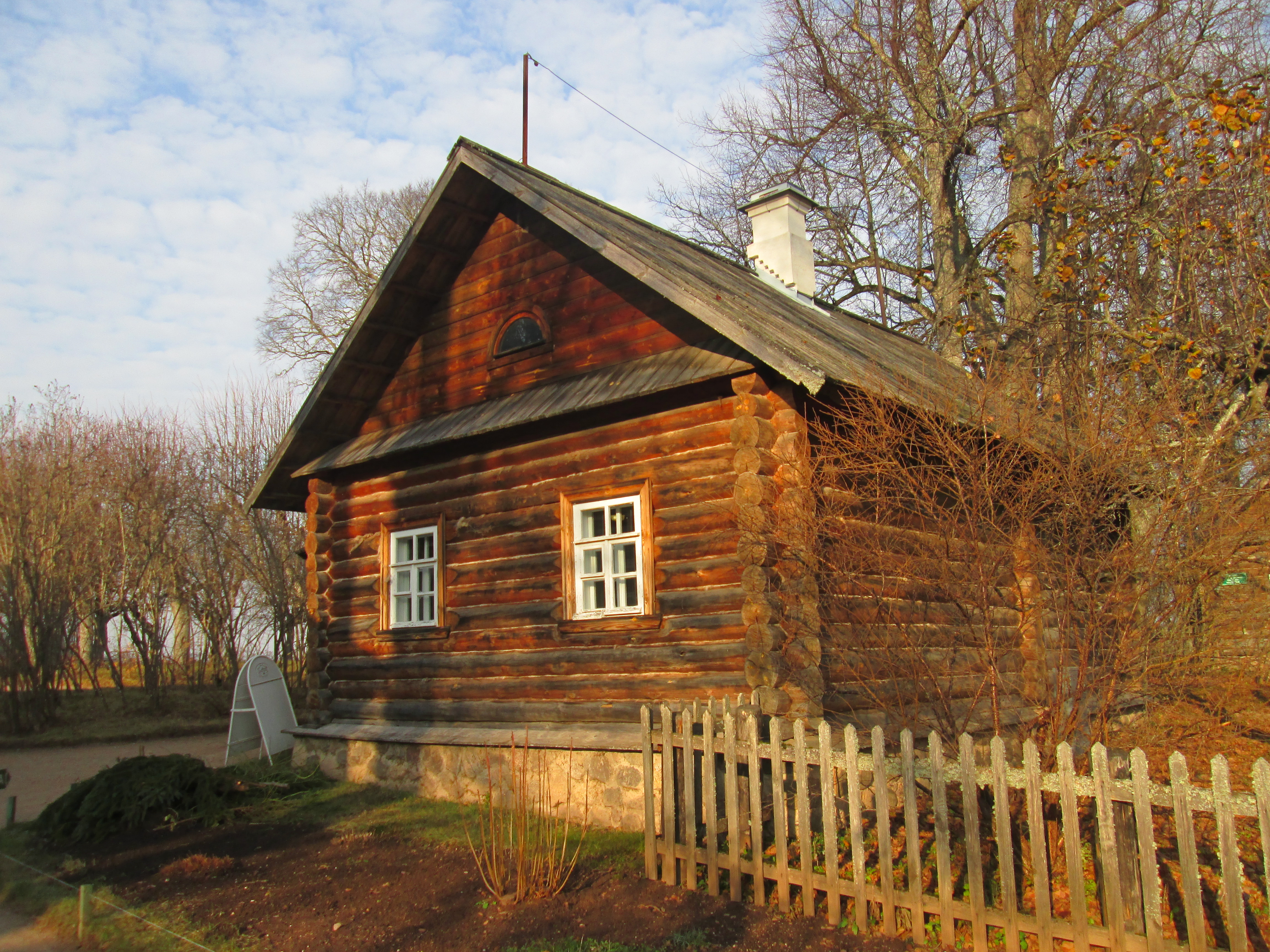
Дом приказчика Михайлы Калашникова в Михайловском. Воссоздан в середине XX века.

По всей видимости, в Петровском и родилась Ольга Калашникова. В 1806 году умер Осип Ганнибал, и семья Калашниковых перешла во владение к его вдове Марии Алексеевне и их дочери Надежде, бывшей к тому моменту замужем за Сергеем Львовичем Пушкиным и имевшей детей — Ольгу, Николая, Александра и Льва. В 1808 году Михайло Калашников был возвращён в Михайловское, где начал исполнять обязанности управляющего имением, став одним из самых приближённых людей Надежды Осиповны и Сергея Львовича Пушкиных. При этом сама Ольга, возможно вместе с матерью Вассой, оставалась жить в селе Петровском у Петра Ганнибала. В Михайловское она переехала в 1814 году и была зачислена в «сенные», то есть горничные. В её обязанности входила различная домашняя работа, в том числе прядение и вышивание под руководством Арины Родионовны.

### Связь с Пушкиным

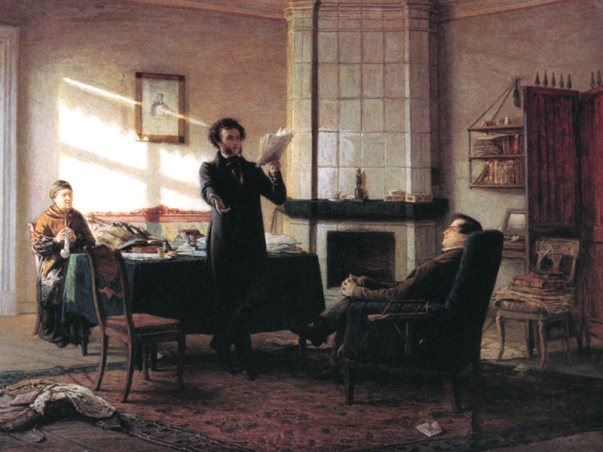
Картина Николая Ге «А. С. Пушкин в селе Михайловском»

Пушкин приехал в Михайловское 9 (21) августа 1824 года из Одессы. Это было его третье посещение псковского имения. Перед этим полицией в Москве было вскрыто одно из его писем, где он писал об увлечении «атеистическими учениями». Это послужило причиной отставки поэта 8 (20) июля 1824 года от службы с указанием проживать в имении матери в Михайловском. По прибытии в имение поэт застал в полном составе свою семью. Его поселили в комнате возле крыльца, с окнами, выходящими во двор. Вход в комнату был прямо из коридора, а напротив его двери находилась комната няни Арины Родионовны, в которой стояло множество пяльцев и работали крепостные девушки.

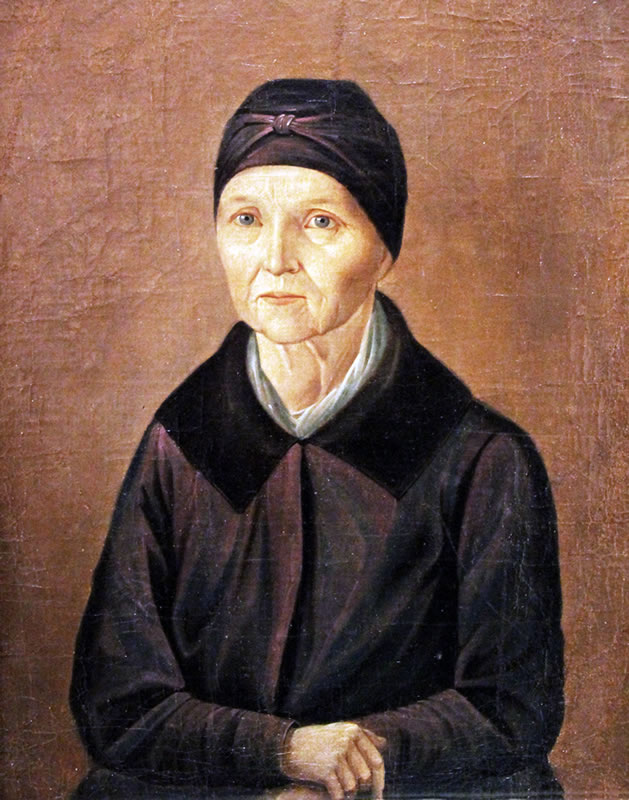
Няня Александра Пушкина Арина Родионовна Яковлева. Портрет работы неизвестного художника

Связь Пушкина с Ольгой Калашниковой началась, вероятно, в ноябре — декабре 1824 года (когда из Михайловского уехали и его родители, и брат с сестрой) и продолжалась около полутора лет. По мнению большинства исследователей, об Ольге, не называя её по имени, упоминает Пущин, посетивший в Михайловском своего лицейского товарища в январе 1825 года: 
«Вошли в нянину комнату, где собрались уже швеи. Я тотчас заметил между ними одну фигурку, резко отличавшуюся от других, не сообщая, однако Пушкину моих заключений. … Впрочем, он тотчас прозрел шаловливую мою мысль, улыбнулся значительно. Мне ничего больше не нужно было, я, в свою очередь, моргнул ему, и все было понято без всяких слов».
1 января 1825 года Калашников был назначен фактическим управляющим имения Болдино, которым владели Василий и Сергей Пушкины. Некоторое время Калашниковы продолжали жить в Михайловском, а глава семьи периодически уезжал по делам в Болдино. Весной 1826 года началась подготовка к переезду в нижегородское имение Пушкиных всего семейства Михайлы. В это же время Ольга сообщила Пушкину о своей беременности.
Калашниковы уехали в Петербург, где в то время находились старшие Пушкины (Михайла должен был получить от них распоряжения по имению) в конце апреля — начале мая 1826 года. Далее их путь пролегал через Москву в Болдино. Пушкин дал Ольге письмо, адресованное П. Вяземскому. Он просил своего старшего друга оставить беременную Ольгу у себя в Москве до родов и, если родится мальчик, отправить его в «какую-нибудь деревню» (он предложил Остафьево, подмосковную усадьбу Вяземского), так как не хотел отдавать ребёнка в Воспитательный дом.

В следующем письме (написано между 16 и 24 мая 1826 года) он спрашивал Вяземского: «Видел ли ты мою Эду? Вручила ли она тебе моё письмо? Не правда ли, что она очень мила?» Послание князю Пушкин написал до того, как получил от него ответ, датированный 10 мая 1826 года. Вяземский (письмо князю было принесено не Ольгой, а другим человеком, возможно, её отцом), входя в положение друга, тем не менее обоснованно отказал ему: он не видел законных оснований оставить девушку в Москве без ведома её отца и считал, что Пушкину лучше обо всём договориться с самим Калашниковым: 
«Мой совет: написать тебе полу-любовное, полу-раскаятельное, полу-помещичье письмо блудному твоему тестю, во всём ему признаться, поручить ему судьбу дочери и грядущего творения, но поручить на его ответственность, напомнив, что некогда, волею Божиею, ты будешь его барином и тогда сочтёшься с ним в хорошем или худом исполнении твоего поручения. Другого средства не вижу, как уладить это по совести, благоразумию и к общей выгоде».

### Последующие годы

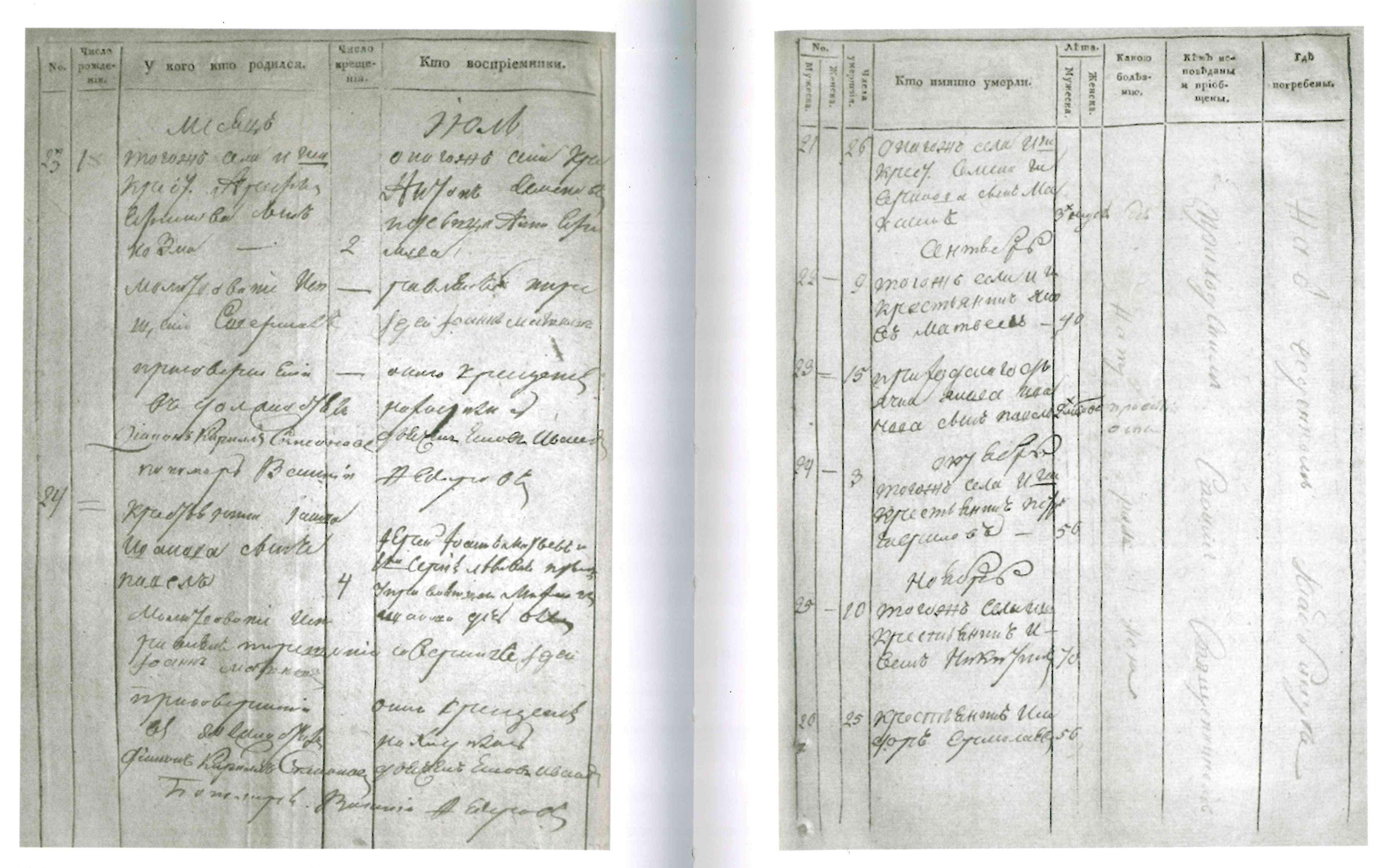
Записи в метрической книге церкви Успения Пресвятой Богородицы о рождении, крещении и смерти Павла, сына Пушкина и Ольги Калашниковой

11 мая 1826 года Калашниковы уехали в Болдино. Сотрудница Государственного архива Нижегородской области Н. И. Куприянова обнаружила в метрической книге болдинского Успенского храма за 1826 год записи, которые принято считать относящимися к ребёнку, рождённому Ольгой Калашниковой. Под датой 1 июля в книге находится запись о родившемся у «Крестьянина Иакова Иванова» сыне Павле, крещённом 4 июля. Восприемниками указаны «Иерей Иоанн Матвеев и г-на Сергия Львовича Пушкина управляющаго Михаила Иванова дочь Ольга». При крещении ребёнка присутствовал приходской дьячок Яков Иванов. Под 15 сентября того же года помещена запись о смерти сына «Приходскаго дьячка Якова Иванова» Павла в возрасте 2 месяцев. Похоронен он был «На отведённом кладбище», то есть в Болдино. Однако записи о рождении сына у дьячка Якова Иванова двумя месяцами ранее нет. Куприянова сделала вывод, который приняли исследователи жизни Пушкина: обе записи относятся к сыну Ольги и Пушкина. Мать стала крёстной собственного ребёнка, чтобы иметь право воспитывать его.
3 сентября 1830 года Пушкин приехал в Болдино, чтобы вступить во владение близлежащей деревней Кистенёво, выделенной ему отцом по случаю предстоящей женитьбы на Наталье Гончаровой. Завершив дела, он не смог уехать в Москву из-за начавшейся в Нижегородской губернии эпидемии холеры, и провёл в Болдино почти три месяца. Каких-либо документальных свидетельств того, что Пушкин виделся с Ольгой, нет, но 4 октября он составил «домовую отпускную» Калашниковой, которую необходимо было согласовать с владелицей семьи Калашниковых, Н. О. Пушкиной. Болдино Пушкин покинул 29 ноября, когда эпидемия пошла на убыль.
Вскоре для Ольги нашёлся жених — титулярный советник, дворянский заседатель земского суда в Лукоянове, тридцатипятилетний вдовец, Павел Степанович Ключарёв. Вероятно, обе стороны искали выгоды: Калашникова через этот брак становилась дворянкой, Ключарёв рассчитывал на приданое дочери управляющего, которое помогло бы ему поправить дела с имением. Препятствием было лишь крепостное состояние невесты — её «отпускная» пока не была утверждена Н. О. Пушкиной.
В мае 1831 года Калашников и его дочь написали письмо Пушкину (письмо было продиктовано писарю: первая часть отцом, вторая — дочерью). Во второй его части Ольга просила Пушкина ускорить утверждение своей вольной и взять к себе в услужение брата Василия. Однако не успело послание дойти до адресата, как 25 мая Калашников получил отпускную, засвидетельствованную Н. О. Пушкиной. Уже 2 июня Лукояновский уездный суд утвердил её, как отмечает Н. И. Куприянова, «против всяких правил: написана давно, а главное, подписана не владельцем „дворовой девки“».

### Замужество

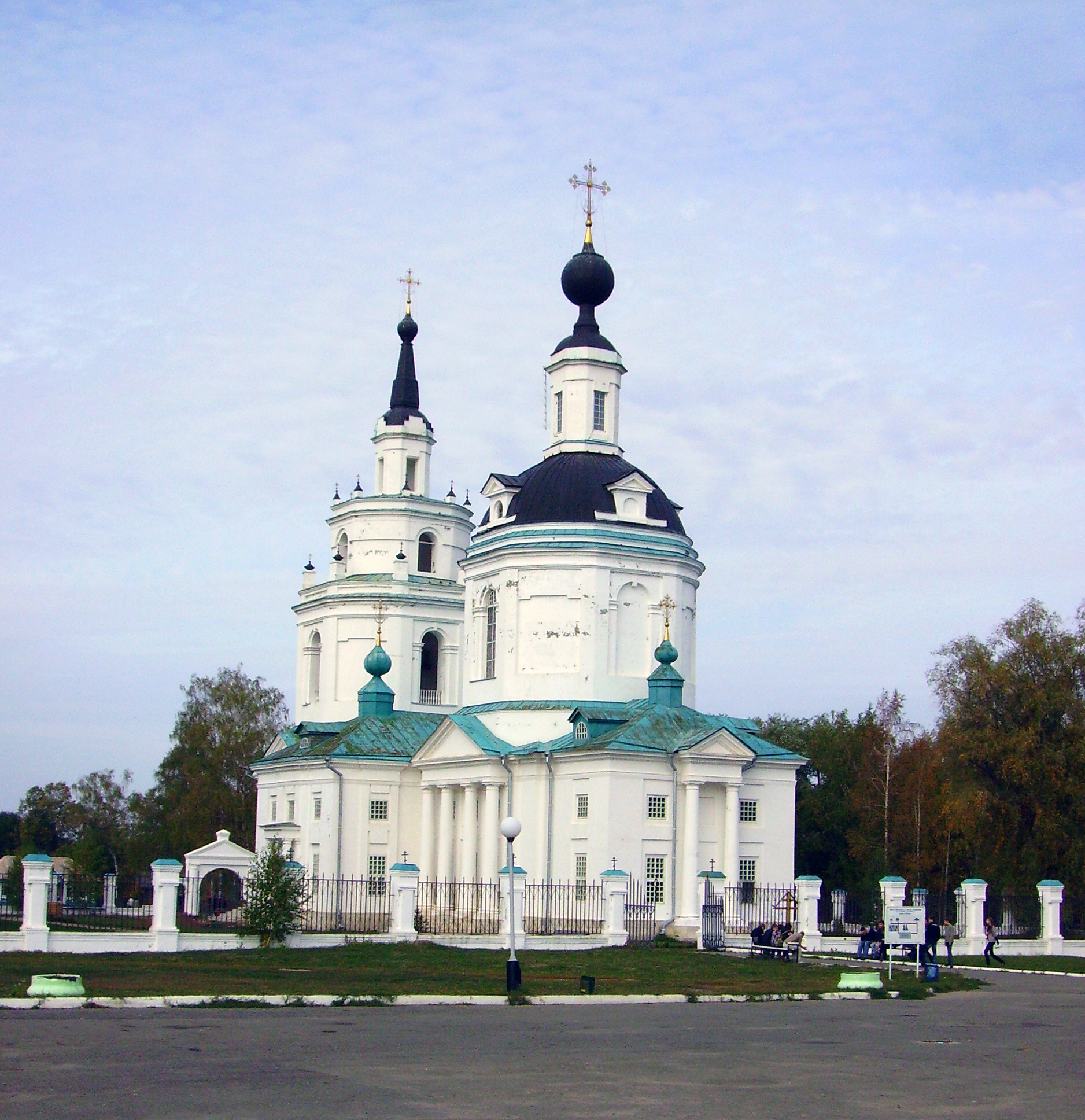
Церковь Успения Пресвятой Богородицы в Болдино

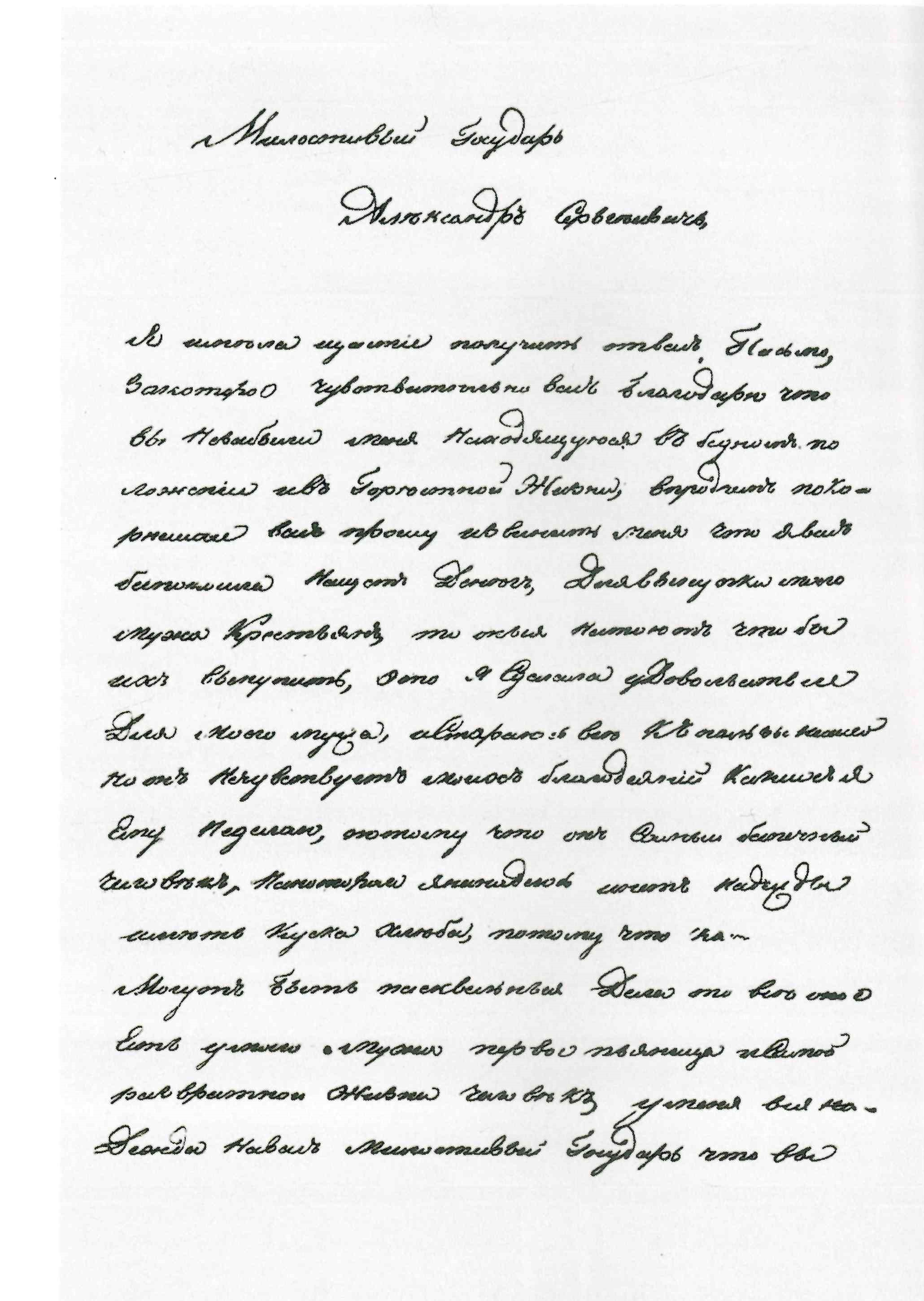
Страница из письма О. М. Ключарёвой (ур. Калашниковой) А. С. Пушкину от 21 февраля 1833 года. Письмо написано под диктовку её братом Гаврилой Калашниковым

Павел Ключарёв и Ольга Калашникова обвенчались 18 октября 1831 года в болдинском храме Успения Пресвятой Богородицы. Она стала дворянкой и титулярной советницей, владелицей 30 крепостных в селе Новинки Горбатовского уезда. Сразу после свадьбы Михаил Калашников сообщил о ней Пушкину, не забыв выразить благодарность своему хозяину. Поселились супруги в Лукоянове.
Вскоре выяснилось, что Ключарёв почти разорён: его крепостные, которыми он владел совместно с братом, были заложены, причём проценты по закладной не уплачивались. Ключарёв пил, бросил службу, благодаря которой жила семья, и супруги переехали в Болдино к Ольгиному отцу. 11 января 1833 года Пушкину за подписью Ольги было отправлено письмо с просьбой одолжить 2000 рублей для выкупа выставленных на аукцион 15 крепостных душ, переданных ей мужем. Чтобы отдать долг, она обещала заложить их в Опекунский совет. Пушкин в деньгах отказал, но обещал приехать в имение. Письмо не сохранилось, но, видимо, было составлено в таких выражениях, что Ключарёва сочла нужным извиниться. 21 февраля она оправдывается перед Пушкиным: «покорнейше вас прошу извинить меня что я вас беспокоила насчёт денег, для выкупки моего мужа крестьян, то оные не стоют чтобы их выкупить, это я сделала удовольствие для моего мужа, и стараюсь всё к пользы нашей но он не чувствует моих благодеяний каких я ему не делаю», жалуется на беспечность мужа и свою «горестную жизнь». В этом письме она поднимает новую тему, весьма болезненную для Калашниковых, — недовольство Сергея Львовича своим управляющим — и высказывает надежду, что Пушкин по приезде защитит её отца от гнева владельца имения. Письмо подписано «известная вам», с прочерком вместо имени.
Между тем Сергей Львович подыскивал замену неэффективному управляющему, который присылал хозяину с каждым годом всё меньшие суммы. По мнению современных исследователей, имение пришло в упадок не столько из-за воровства Калашникова, не составившего себе на службе состояния, сколько из-за его «дилетантизма» (Филин) и ряда неурожайных лет (Филин, Куприянова), а впоследствии и падения цен на хлеб.
Весной 1833 года Ольга родила сына Михаила, одним из восприемников (заочно) в метрической книге церкви Успения значится Пушкин.
Осенью 1833 года, возвращаясь из поездки в Оренбургский край, Пушкин остановился в Болдино. Он увиделся с Ольгой и дал ей денег, вероятно, из тех, что занял в Петербурге у книготорговца И. Т. Лисенкова. Вскоре в Болдино прибыл Иосиф Матвеевич Пеньковский, получивший от С. Л. Пушкина доверенность на управление имением. Пеньковский, по поручению хозяина, должен был принять все дела от Михайлы Калашникова. Пушкину приходилось, отрываясь от работы, быть судьёй в распрях старого и нового управляющих, как отмечает Филин: «Чудно́, но факт: в его длинных болдинских письмах жене нет ни единого слова об отрешении Михайлы Калашникова от должности». Крестьяне подали Пушкину жалобу на Калашникова, но он сохранял нейтралитет: «Я не могу довериться ни Михайле, ни Пеньковскому, ибо знаю первого и не знаю второго». Он сделал Калашникова управляющим своей части деревни Кистенёво с тем, чтобы тот со своей семьёй оставался в Болдино, и уехал в Петербург 9 ноября 1833 года.

Ключарёв, получив от жены деньги, отправился в Москву улаживать дела по своему имению. Ольга в январе 1834 года приобрела за 400 рублей троих крепостных. Некоторое время спустя она купила на своё имя пятистенный дом в Лукоянове, который сохранился до наших дней. П. Попов в своей статье «Новый архив А. С. Пушкина» так отозвался о Ключарёвой: 
«Бывшая крестьянка почувствовала себя „барыней“ и стала тянуться к условиям жизни дворян со свойственными этому кругу замашками властности и деспотизма».

Однако неудачи продолжали преследовать её — имение мужа было продано с аукциона. Ключарёв, вернувшийся было в Болдино, уехал в Лукоянов и там поступил на службу. С этого момента, видимо, супруги жили врозь. Ольга принимала активное участие в распре своего отца с Пеньковским, которая шла с «переменным успехом». В 1834 году заботы по имению взял на себя А. Пушкин, весной он решил поставить управляющим Болдино Василия Калашникова — брата Ольги. 30 апреля Пеньковский сообщил С. Л. Пушкину о том, какие надежды возлагали Калашниковы на приезд А. Пушкина, в частности, он писал: 
«Дочь его [Калашникова] Ольга Михай<лова> с большою Уверенностию утверждает, что она меня как Грязь с Лопаты с должности сбросит, только бы приехал Александр Сергеевич в Болдино, тогда что она захочет, всё для неё сделает Александр Сергеевич!»
О дальнейшей судьбе Ольги Ключарёвой ничего не известно. Последний раз упоминается в исповедной росписи болдинской церкви Успения Пресвятой Богородицы в начале 1840 года. Весной этого года Михаил Калашников и его сын Гаврила были вызваны хозяевами в Петербург, возможно, что и Ольга уехала с ними в столицу.

## Отражение в творчестве Пушкина

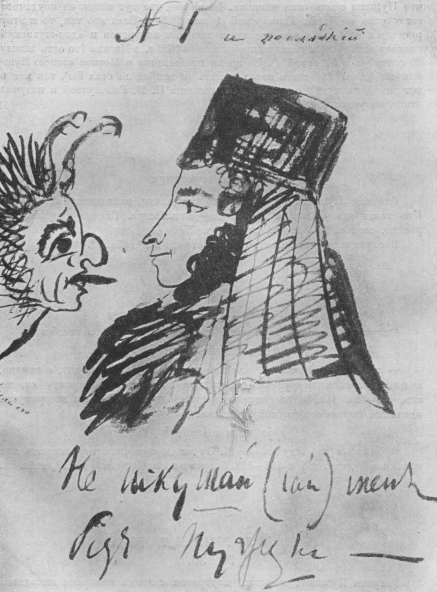
Пушкин в образе монаха, искушаемого бесом, подпись: «Не искушай (сай) меня без нужды». Автопортрет, помещённый в альбоме сразу после донжуанского списка

В «Донжуанском списке Пушкина», который Пушкин набросал в 1829 году в альбоме Елизаветы Николаевны Ушаковой, находится, по мнению исследователей (впервые его высказал Щёголев), и имя Ольги Калашниковой. Щёголев, установивший имя «крепостной любви» Пушкина, считал, что к ней относится набросок «О боги мирные полей, дубрав и гор».
Традиционно считается, что строки из «Евгения Онегина»:

Порой белянки черноокой

Младой и свежий поцелуй…
 относятся к Ольге Калашниковой, на основании их иногда делаются заключения о её внешности и даже социологические выводы. Однако эти стихи могут быть просто переводом из стихотворения Андре Шенье «Кавалеру де Панжу»: «Le baiser jeune et frais d’une blanche aux yeux noirs».
В. Ходасевич, придерживавшийся «автобиографического метода», попытался восстановить отношения Пушкина и Калашниковой и её дальнейшую судьбу по произведениям поэта, в основном драмы «Русалка» (1826—1832), которая осталась незавершённой. Свои реконструкции Ходасевич напечатал в книге «Поэтическое хозяйство Пушкина», а также опубликовал в одном из эмигрантских журналов. Воспринимая текст «Русалки» как прямое отражение реальных событий и не имея доступа к документальным источникам, Ходасевич допустил множество ошибок. На это ему указали Щёголев и Вересаев, критиковал наивно-биографический (Левкович) подход и Б. Томашевский в своей рецензии на книгу Ходасевича. Так, Ходасевич считал, что девушка, которая передала письмо Вяземскому (имя её автору тогда ещё было неизвестно), утопилась, как героиня «Русалки». Ходасевич продолжил полемику с ними, частью признав свои ошибки.

## Комментарии
1. ↑  В ревизской сказке, составленной в марте 1816 года «о состоящих мужска и женска пола дворовых людях и крестьянах» в сельце Михайловском, сказано, что Михайле Иванову исполнился «41 год».
2. ↑  В исповедной росписи за 1825 год церкви Воскресения Христова погоста Воронин Опоченкого уезда перечень «дворовых людей помещицы Надежды Осиповой, жены Пушкиной» начинается так: «Михаил Иванов, 53 л».
3. ↑  В документах упоминается как «сенная», то есть выполнявшая различную работу в барском доме.
4. ↑  В исповедной росписи 1794 года местной церкви Воскресения Христова указано, что Вассе исполнилось «16 лет». В ревизской сказке 1816 года значится, что Василисе исполнилось «38 лет». Однако, судя по исповедной росписи церкви Воскресения Христова, в 1825 году «Вассе Лазариной было 49 лет».
5. ↑  В ревизской сказке 1816 года имеются следующие сведения о возрасте сыновей Михайлы Калашникова: «Фёдор — 16 лет, Василий — 12 лет, Иван — 6, Пётр — 3, Гаврила — 1».
6. ↑  В ревизской сказке 1816 года (март) указано, что дворовой девке Ольге, дочери Михайлы Иванова, десять лет. Возраст в ревизских сказках указывался в полных годах, так что Ольга могла родиться в период между апрелем 1805 и мартом 1806 года.
7. ↑  Через много лет, в 1874 году, готовя к публикации свою переписку с Пушкиным, князь Вяземский оставил на письме пометку: «Не печатать».
8. ↑  Пушкин называл Калашникову именем героини поэмы Баратынского „Эда“, проводя аналогию между судьбой Ольги и героини поэмы. „Эду“ поэт получил и прочитал во время ссылки в Михайловском.
9. ↑  Датировано 17 мая.
10. ↑  В то время он находился у Надежды Осиповны, которая, по словам Ольги, «не очень брата любит».
11. ↑  Против заявленных тридцати фактически их было девятнадцать.
12. ↑  Известно, что письмо от 11 января он назвал «кудрявым».
13. ↑  Получил имя сына Ключарёва от первого брака, умершего предыдущей зимой в возрасте девяти лет.
14. ↑  Запись от 1 апреля 1833 года.
15. ↑  К тому времени она уже потеряла второго сына и снова была беременна.
16. ↑  Из позднего письма Пушкина к П. А. Осиповой.
17. ↑  Ознакомившись с этим письмом в 1933 году, М. и Т. Цявловские так отозвались о «крепостной любви» поэта в дневнике «Вокруг Пушкина»: «Ольга Ключарёва такой бабец крутой, судя по упоминаниям о ней Пеньковского».
18. ↑  Как на самом деле выглядела она, не известно. Описание её внешности, приложенное к решению Лукояновского суда от 2 июня 1831 года, было утрачено.